# سمل شمالی
سمل شمالی، روستایی است از توابع بخش مرکزی شهرستان تنگستان استان بوشهر ایران.

## جمعیت
این روستا در دهستان اهرم قرار داشته و بر اساس سرشماری سال ۱۳۸۵ جمعیت آن ۸۲۹نفر (۲۰۷خانوار) بوده‌است.